# Augustinus

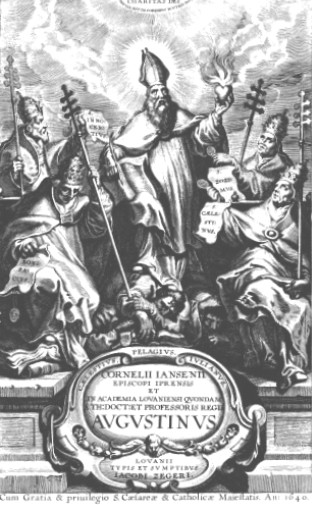
Portada de edición del libro.

El Augustinus es una obra teológica escrita por Cornelio Jansen. El escrito, publicado póstumamente en Lovaina el año 1640, tenía por título original: Augustinus seu doctrina Sancti Augustini de humanae naturae sanitate, aegritudine, medicina adversus Pelagianos et Massilianses. Fue redactado en latín y está dividido en tres partes: la primera trata del pelagianismo; la segunda, del pecado original; y la tercera, de la gracia divina. El texto alimentó las controversias teológicas que agitaron Francia y buena parte de Europa a raíz del proliferar del jansenismo. 

El libro parte de la premisa de que Agustín de Hipona habría sido un hombre escogido por Dios para revelar la doctrina sobre la gracia. Entonces, cualquier afirmación del magisterio católico posterior que pudiera ser contrario a las tesis de san Agustín debe ser revisada para hacerlos coincidir. 
En tres partes dividió su estudio Jansenius. La primera contiene ocho libros en los que con razonamientos, citas y ejemplos trata de demostrar que asumir la Gracia como una oferta que Dios hace al hombre y que éste la considera aceptándola o rechazándola, es una herejía que busca disminuir el poder y la libertad de Dios. Sostiene que esta perspectiva se liga con la influencia del Pelagianismo y de los denominados semi-pelagianos en el pensamiento del jesuita Molina y de sus seguidores. En el segundo tomo Jansenius explica que “las verdades cristianas y los misterios, sobre todo los de la Gracia, no son de resorte del espíritu humano, sino que dependen de una autoridad superior, y que no deben ser juzgadas por el razonamiento humano, sino por las luces más puras que provienen de la Escritura, de los concilios y de los santos Padres". 
Lo otro importante que señala esta parte del libro es que la Iglesia reconoce que San Agustín es su doctor en materia de Gracia y que por lo tanto es inadmisible otra doctrina sobre ese misterio. Habla también de la Gracia y de la felicidad de los ángeles y del hombre antes de la caída, y luego pasa a meditar sobre la terrible transgresión, y citando abundantemente a San Agustín describe las funestas consecuencias del pecado original, la miseria del hombre sumido en la oscuridad y en la ignorancia hasta que la Gracia por sí entra a escena y produce la salvación. El cierre de este tomo puede resultar riguroso en extremo para algunos lectores: para no apartarse de la fe y de la doctrina de la Iglesia se debe seguir exactamente lo que la Escritura sagrada ha revelado, lo que los concilios han establecido, lo que San Agustín y los otros Padres han enseñado; los razonamientos del espíritu humano no tienen nada que hacer en esa faena. La obra se cierra con el tercer tomo, destinado al tratamiento de la cura del hombre y del restablecimiento de la libertad que ha perdido en el pecado. Aquí San Agustín, en un sentido que se quiere literal, le asiste para afirmar la necesidad y eficacia de la Gracia y la predestinación gratuita y absoluta, contra lo que predicaban los heréticos y los semi-pelagianos, verbigracia, en su concepción, los molinistas.
Cinco proposiciones contenidas en el libro fueron consideradas heréticas y, por consiguiente, condenadas como tales por el papa Inocencio X con la bula Cum occasione (1655). En reacción a esta condena, Blaise Pascal escribió la 17 y 18 Cartas provinciales en 1657.